# Alberto Sgarbi
Alberto Sgarbi (Montebelluna, 26 novembre 1986) è un rugbista a 15 italiano, tre quarti centro del Petrarca nel TOP10.

## Biografia
Nato a Montebelluna, giunse alla disciplina del rugby a 12 anni e crebbe nel Villorba, poi nel Conegliano e successivamente al San Marco, con cui esordì in serie A.
Messosi in luce a livello nazionale, fu convocato da Gianluca Guidi e Mario Pavin nell'Under-18 e, successivamente, nell'Under-19 con cui disputò il campionato mondiale di categoria del 2005.
Nel 2006 fu ingaggiato dal Benetton Treviso, con cui si aggiudicò subito la Supercoppa e, a fine stagione il campionato.
Nel 2008 il tecnico della nazionale maggiore Nick Mallett fece esordire Sgarbi durante l'incontro del Sei Nazioni contro l'Inghilterra; a far data da allora Sgarbi rimase sempre nel giro delle selezioni maggiori, talora scendendo in campo per la nazionale A.
Si aggiudicò altri due titoli con il Benetton Treviso, i campionati nazionali 2008-09 e 2009-10, prima di passare in Celtic League con la sua squadra.
Nick Mallett inserì Sgarbi nella rosa dell'Italia alla Coppa del Mondo di rugby 2011 in Nuova Zelanda.

## Palmarès
- Pro14 Rainbow Cup: 1
Benetton: 2020-21
- Campionati italiani: 4
Benetton: 2006-07, 2008-09, 2009-10
Petrarca: 2021-22
- Coppe Italia: 2
Benetton: 2009-10
Petrarca: 2021-22
- Supercoppe d'Italia: 2
Benetton: 2006, 2009
- Promozione Serie A: 1
Villorba: 2022-23